# رالف بيرغر
رالف بيرغر (بالإنجليزية: Ralph Berger)‏ هو مخرج فني أمريكي، ولد في 20 أغسطس 1904 في لوس أنجلوس في الولايات المتحدة، وتوفي في 12 ديسمبر 1960.

## وصلات خارجية
- رالف بيرغر على موقع IMDb (الإنجليزية)
- رالف بيرغر على موقع أول موفي (الإنجليزية)
- رالف بيرغر على موقع قاعدة بيانات الفيلم (الإنجليزية)